# Palazzo Arcivescovile (Naples)
Pour les articles homonymes, voir Palazzo Arcivescovile.
Le Palazzo Arcivescovile (en français Palais de l'archevêché)  est un bâtiment de Naples en Italie dont la structure originale date de la fin du XIVe siècle et qui a été reconstruit en 1389.

## Histoire
Le Palazzo Arcivescovile est la résidence officielle de l'archevêque et cardinal de Naples (à partir de mai 2006, Crescenzio Sepe). Le bâtiment est situé sur la place « Largo Donnaregina » partie nord de la Cathédrale de Naples, directement en face de l'église Donna Regina Nuova. La cathédrale et le Palais forment ensemble un vaste complexe.
L'édifice original a été construit en 1389 par la volonté du cardinal Enrico Capece Minutoli sur le site d'une ancienne basilique paléochrétienne dont il reste encore quelques vestiges. Cependant, le bâtiment que l'on voit aujourd'hui, est en grande partie le résultat de la reconstruction et l'agrandissement des locaux sous le cardinal Ascanio Filomarino, achevé en 1654. Cette reconstruction a été très probablement l'œuvre de l'architecte Bonaventura Presti et été l'occasion de procéder au dégagement de la zone directement en face du bâtiment afin de créer une petite place ouverte entre l'archevêché et l'église Donna Regina Nuova.
Le bâtiment, dont la structure est exceptionnellement longue par rapport à sa hauteur et sa profondeur, est percé par trois portails en piperno sur la façade.

## Intérieur
À  l'intérieur, on trouve des fresques de Giovanni Lanfranco ainsi qu'un portrait de Lello da Orvieto (actif de  1320 - 1350 env.) et un triptyque de Paolo di Giovanni Fei.
Le portail de gauche, qui est surmonté par la statue de Giulio Mencaglia, mène aux bureaux de la curie et conduit à l'entrée nord du Dôme. Sur la droite, on peut voir des structures architecturales de l'époque paléochrétienne ainsi que des plaques en marbre d'un calendrier datant du IXe siècle  et des reliefs du  XIIe siècle.

## Sources
- (it) Cet article est partiellement ou en totalité issu de l’article de Wikipédia en italien intitulé « Palazzo arcivescovile (Napoli) » (voir la liste des auteurs).